# توماس اندرسون (قایقران قایق بادبانی)
توماس اندرسون (انگلیسی: Thomas Anderson; ۲۴ ژوئیهٔ ۱۹۳۹ – ۲۸ ژوئیهٔ ۲۰۱۰) قایقران قایق بادبانی اهل استرالیا بود.